# Benkadi (Kangaba)
Benkadi es una ciudad y comuna del círculo de Kangaba, región de Kulikoró, Malí. Su población era de 9.376 habitantes en 2009.